# Koninklijke Lederfabrieken Oisterwijk

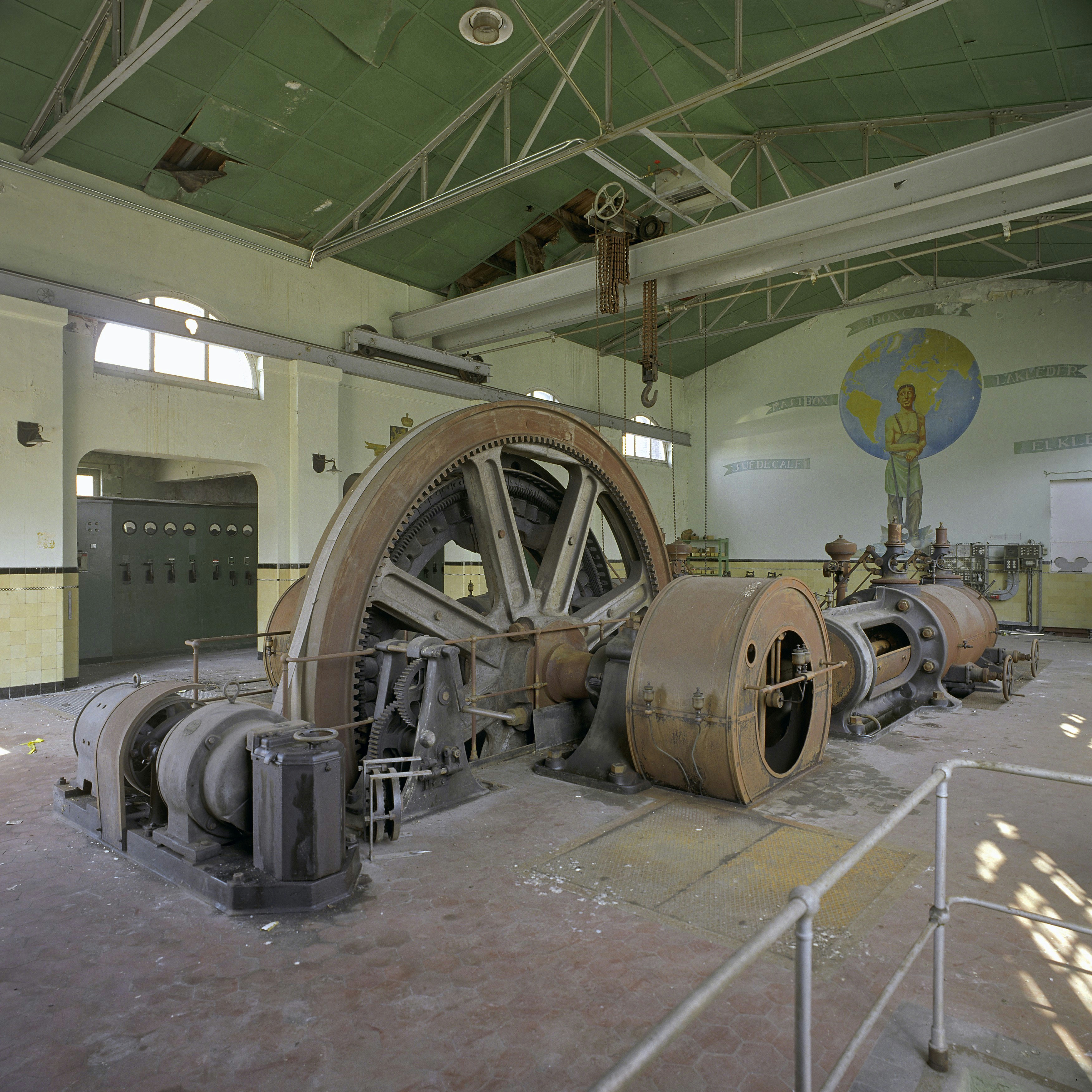
Stoommachine en muurschildering in 2013. De machine van de leerfabriek voorzag ook naburige fabrieken van stroom en in de Tweede Wereldoorlog werd bovendien stroom geleverd aan de woonkern van Oisterwijk.

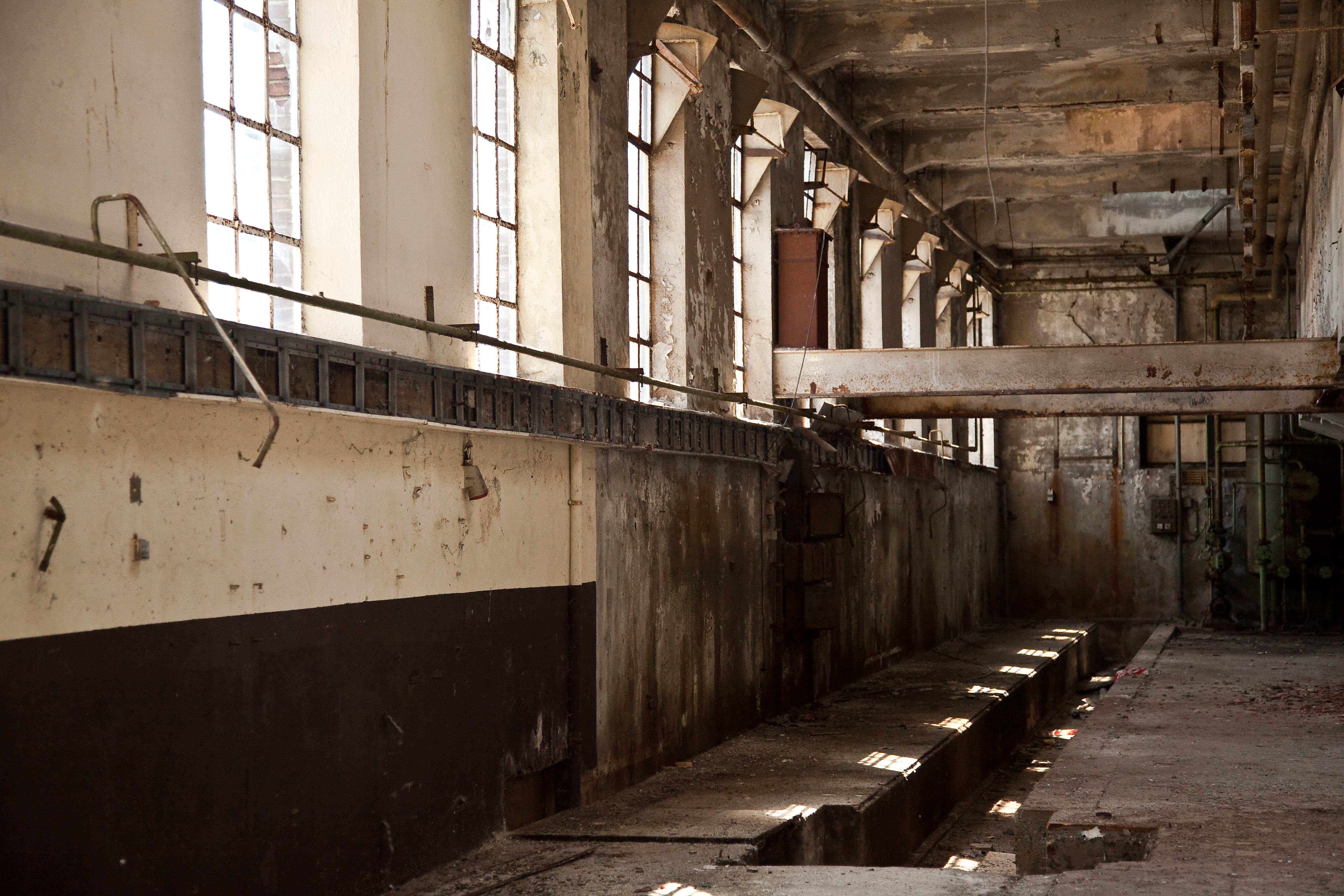
De sfeer zoals op deze foto uit 2010 is bij de renovatie zoveel mogelijk gehandhaafd

De Koninklijke Lederfabrieken Oisterwijk (KLO) was een bedrijf dat van 1916 tot 2000 bestaan heeft te Oisterwijk. Een groot deel van de fabrieks- en kantoorpanden werd na de sluiting gerenoveerd, waarbij de urbexachtige sfeer zoveel mogelijk gehandhaafd bleef, mede om bedrijven uit de creatieve sector aan te trekken. Terrein en opstallen zijn in 2002 tot rijksmonument verklaard.

## Geschiedenis
De plaats Oisterwijk kende al vele jaren leerlooierijen. In het kader hiervan werd de Lederfabriek van Oisterwijk opgericht door de heer O.J. van der Aa. In 1920 werd het bedrijf overgenomen door het lederconcern van de familie Adler en Oppenheimer. Dezen hadden fabrieken door heel Europa en door hun toedoen specialiseerde het bedrijf zich in kalfsleder.
In 1932 werd het predicaat Koninklijke verleend en ging het bedrijf Koninklijke Lederfabrieken Oisterwijk heten.
Na de Tweede Wereldoorlog ging men voornamelijk rundleder vervaardigen.
Er begon een periode van fusies en overnames. In 1966 werd het bedrijf door het conglomeraat Hagemeyer overgenomen. In 1970 nam Hagemeyer ook de Koninklijke Chroomlederfabriek De Amstel te Waalwijk over. Beide bedrijven werden samengevoegd in 1974 en kregen de naam Koninklijke Verenigde Leder (KVL). Ondertussen begon het steeds slechter met de lederindustrie te gaan, en in de jaren 90 van de 20e eeuw stapelden de verliezen zich op. Het bedrijf werd in 2000 gesloten. In 2004 werd de Koninklijke Verenigde Leder failliet verklaard.

## Renovatie
In 2009 zijn gemeente en provincie gezamenlijk eigenaar geworden van het terrein (11 hectare). Met het project Mijn mooi brabant is gestart met de renovatie van het ketelhuis en de machinekamer tot evenementenlocatie.
In opdracht van de gemeente Oisterwijk is Diederendirrix architecten (Bert Dirrix en Remco Mulder) in 2010 gestart met het maken van plannen voor de herstructurering van het gehele KVL-terrein, inclusief circa 26.000 m2 met industrieel erfgoed en rijksmonumenten. In 2013 is het Masterplan voor de gebiedsontwikkeling vastgesteld en is gestart met de asbest-sanering en sloop van een aantal panden. In 2014 zijn de voormalige brandweergarage en het hoofdgebouw hersteld en zijn de panden voorzien van nieuwe functies, waaronder de banketbakkerij van Robèrt van Beckhoven. In 2015 verhuisde het Europees Keramisch Werkcentrum van Den Bosch naar dit complex. Ook hebben zich kleine bedrijven voor creatieve dienstverlening gevestigd, zoals een dansstudio, een fotostudio en een theaterzaal.
In 2015 is gestart met de bodemsanering en worden de eerste woningen in aanbouw genomen. Grote delen van het complex zijn in 2002 rijksmonument geworden: een rijksmonumentencomplex (nummer 519944) met zes onderdelen.